# 王谦 (万历丁丑进士)
王謙（1546年—？），字子牧，錦衣衛官籍山西平陽府蒲州人，明朝政治人物。賜進士出身。

## 生平
嘉靖四十三年（1564年）甲子科山西鄉試第三十四名，萬曆五年（1577年）丁丑科會試第三十名，登二甲第三十七名進士。担任工部主事，榷税杭州。罗木营兵变，胁持巡抚吴善言，王谦驰面谕方得解。历官兵部郎中，二十年六月升太仆寺少卿，兼河南道监察御史，阅视保定等处军务。

## 家族
曾祖王馨，曾任教諭 累贈光祿大夫柱國少保兼太子太保兵部尚書；祖父王瑤，封刑部主事 累贈光祿大夫柱國少保兼太子太保兵部尚書；父王崇古，曾任光祿大夫柱國少保兼太子太保刑部尚書。母張氏（累封一品夫人）。具庆下。弟王益（官生）。